# Gustave Doré
Paul Gustave Doré (6. ledna 1832 Štrasburk – 23. ledna 1883 Paříž) byl francouzský ilustrátor, karikaturista, malíř, grafik a sochař. Zanechal po sobě dílo čítající více než 50 000 kreseb a ilustroval kolem 90 literárních děl, pro které vytvořil přes 10 000 ilustrací. Byl jedním z nejvlivnějších ilustrátorů 19. století. Mezi jeho nejvýznamnější práce patří Danteho Božská komedie (1861), Don Quijote od Miguela de Cervantese (1863) nebo Ztracený ráj od Johna Miltona (1866).

## Život
Doré se narodil ve Štrasburku do dobře situované rodiny jako prostřední ze tří bratrů. Od dětství projevoval velký talent v kreslení. Otec byl inženýr, stavitel mostů a silnic a přál si, aby syn také měl technické vzdělání. Gustave měl velmi silné citové pouto ke své matce, která podporovala jeho talent a celý život mu byla nejbližší osobou. Už během studií v internátní škole ve Štrasburku vytvořil své první karikatury a ilustrace ve školních sešitech a dopisech, které psal rodičům a přátelům. Také se naučil hrát na housle, což se mu stalo celoživotní zálibou. V roce 1841 se rodina usadila v Bourg-en-Bresse, kde Gustav  navštěvoval místní lyceum. Ve věku třinácti let publikoval své první litografické obrázky a vytvořil šestnáctistránkové album The Adventures of Mistenflûte a Mirliflor.
Při krátkém výletu do Paříže v září 1847 Gustave bez vědomí svého otce ukázal své kresby známému nakladateli a zakladateli satirických časopisů Charlesu Philiponovi. Po několikaměsíčním vyjednávání s Gustavovým otcem, který nesouhlasil s uměleckou kariérou svého syna, byla podepsána tříletá smlouva s podmínkou, že bude pokračovat ve studiu. Gustav Doré se usadil v Paříži u přítelkyně své matky a navštěvoval školu Karla Velikého. Svůj čas dělil mezi studium a práci na karikaturách pro Journal pour Rire a další noviny. Náměty pro své karikatury čerpal z každodenního života na střední škole a z rušných zpráv doby. Philipon vydal také album Les Travaux d'Hercule, Dorého první oficiální litografické dílo, které se řadí mezi předchůdce komiksu. V roce 1849 mu zemřel otec a matka se natrvalo přestěhovala do Paříže. Gustave se stal velice rychle známou osobností a vydělával slušné peníze. Údajně za stránku dostával více než jeho tehdejší vzor, slavný kreslíř a politický karikaturista Honoré Daumier v době své největší slávy. Spřátelil se s fotografem Nadarem, který zhotovil jeho portrét.
Kromě karikatur se Gustave Doré začal věnovat i volné tvorbě, jak ho k tomu vedla matka: namaloval své první plátno Rybář zachraňuje svou loď za bouře. V roce 1851 vystavil na Salonu svůj první obraz Divoké borovice a také tvořil sochy s náboženskými motivy. Během krymské války vytvořil v roce 1854 jako autor i ilustrátor politicky motivované album Malebné, dramatické a karikaturní dějiny Svaté Rusi. Na 104 stranách bylo více než 500 kreseb doplněných textem: slovními hříčkami, ironickým vyprávěním a doslovnými vizualizacemi figurálních výrazů. V roce 1855 Doré podnikl první cestu do Španělska v doprovodu Théophila Gautiera a vydavatele Paula Dalloze.
V letech 1852 až 1883 ilustroval více než sto dvacet svazků, které se objevily ve Francii, ale také v Německu, Anglii a Rusku. Ilustroval díla klasiků francouzské literatury Françoise Rabelaise, Charlese Perraulta, Jeana de la Fonataina, Honoré de Balzaca, Victora Huga. Gustave Doré uplatnil svůj talent v ilustraci velkých literárních děl světových autorů: Danteho Božské komedii, Cervantesově Donu Quijotovi, dílech Homéra, Vergilia, Aristotela, Miltona nebo Shakespeara. Opravdovým triumfem bylo bibliofilské vydání Dantova Pekla s Dorého dřevoryty v nakladatelství Hachette roku 1861. Na cestě po Španělsku v letech 1861 a 1862 čerpal inspiraci pro Dona Quijota a na řadě grafik a kreseb zachytil zážitky z býčích zápasů. 
Doré se přitom stále více zaměřoval na malbu. Na Salonu v roce 1861 vystavil tři velké obrazy na motivy Božské komedie, včetně jeho monumentálního plátna Dante a Vergilius v devátém kruhu pekla. Většina kritiků té doby však kritizovala Dorého obrazy za to, že nejsou ničím jiným než zvětšenou ilustrací. Ve stejném roce byl vyznamenán Řádem čestné legie.

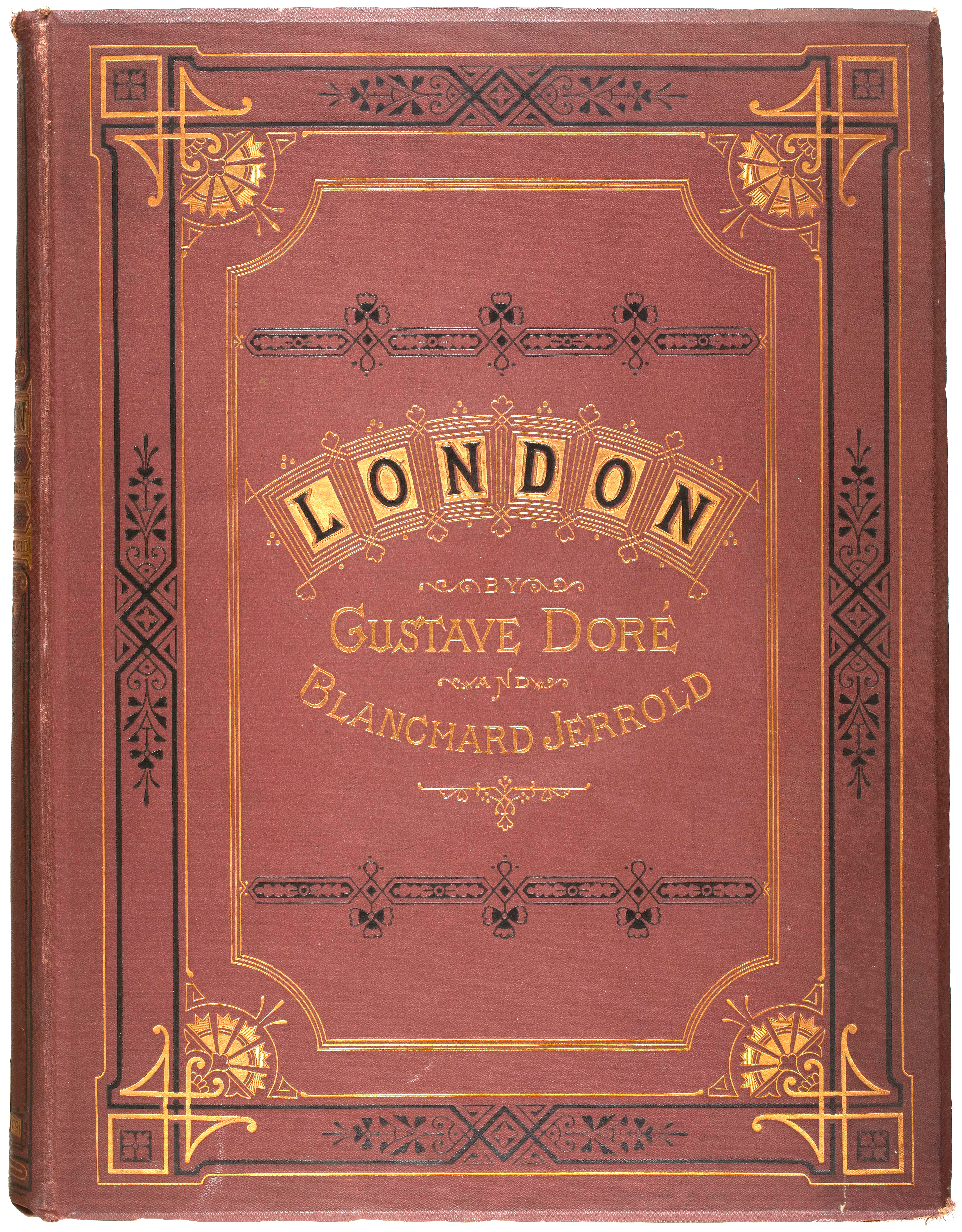
Gustave Doré: London, a pilgrimage (1872)

V roce 1866 byla vydána jeho ilustrovaná Svatá Bible ve dvou svazcích, stejně jako Miltonův Ztracený ráj, který si získal reputaci především v Anglii. V roce 1868 byla v Londýně na Bond street otevřena Galerie Doré. Zde bylo vystaveno 20 jeho rozměrných maleb s náboženskými motivy, jako například Kristus odchází od soudu (1872), Nanebevstoupení (1879) či Slzavé údolí (1883). Velký úspěch měla výpravná obrazová kniha s názvem London: A Pilgrimage vydaná v roce 1872. S policejním doprovodem navštívil v noci pochybné čtvrti ve městě. Dílo se snaží na 180 rytinách znázornit extrémy londýnského společenského života, kontrasty temného podsvětí s jasem závodišť, kam chodila odpočívat vysoká společnost. Galerii před jejím uzavřením v roce 1892 navštívilo okolo 2,5 milionů návštěvníků.
V roce 1870 vstoupil do Národní gardy na obranu Paříže před pruskou armádou a vytvořil několik vlasteneckých obrazů a kreseb, které odrážejí atmosféru války a porážek, které postihly zemi a zejména Paříž. Během Pařížské komuny se uchýlil do Versailles, kde se v karikaturách vyjadřoval k současným událostem. Kresby z tohoto období byly uveřejněny až v roce 1907 pod názvem Versailles a Paříž 1871.  V roce 1879 zemřela jeho matka, s níž svobodný a bezdětný Doré sdílel domácnost. Tato ztráta zapůsobila nepříznivě na jeho psychický stav, trpěl melancholií a upadal do depresí. Během tohoto období dokončil ilustrace k básni Edgara Allana Poea Havran.
Gustav Doré zemřel na infarkt 23. ledna 1883 ve věku 51 let. Pohřební obřad v kostele Svaté Klotildy organizoval jeho přítel maršál Foch. Byl pohřben na hřbitově Père-Lachaise.

## Dílo
Doré neměl formální vzdělání v oboru výtvarného umění, svůj přirozený talent rozvíjel návštěvami Louvru a grafických sbírek v Národní knihovně. Než se stal nejznámějším ilustrátorem, začal svou kariéru jako karikaturista a kreslíř obrázků pro časopisy. I když je Doré známý především jako ilustrátor fantasy, vytvořil také několik realistických maleb a rytin evropských krajin a měst. Na začátku své kariéry byl také významným průkopníkem komiksu, kam lze zařadit čtyři jeho alba: Les Travaux d'Hercule (1847), Trois Artistes Incompris et Mécontents (1851), Les Dés-Agréments d'un Voyage d'Agrément (1851) a především L'Histoire de la Sainte Russie (1854). Kreslil také textové komiksové příběhy do časopisů.
Získal reputaci v nakladatelském světě svými ilustracemi k dílům Rabelaise (Gargantua a Pantagruel, 1854) a Balzaca (Contes drolatiques, Rozmarné povídky, 1855). Čtenáři si oblíbili jeho vysoce detailní a fantastické kresby, které se dokonale hodily k pikareskním románům. V 60. letech 19. století dosáhl Doré mezinárodní slávy svými ilustracemi k Bibli svaté a Dantově Peklu. Ilustroval také například kompletní dílo George Byrona (1853), Cervantesova Dona Quijota (1863), Miltonův Ztracený ráj (1866), La Fontainovy Bajky (1868) či Havrana Edgara Allana Poea (1883). Jeho vyobrazení Dona Quijota spolu s jeho sluhou Sanchem Panzou se proslavila natolik, že ovlivnila představy dalších čtenářů, umělců a divadelních a filmových režisérů o fyzickém stavu a vzhledu obou postav. Další postavou, které dal Doré známou podobu, je baron Prášil z knihy německého spisovatele G. A. Bürgera. Ilustroval více než 90 knih, které jsou v jeho provedení opakovaně vydávány. Jeho nejvýznamnější ilustrace byly přeneseny na kovové válce a vytištěny jako ocelorytiny, což umožňovalo zvýšit náklad.
Gustave Doré byl především kreslíř a malíř. Jako rytec vytvořil vlastnoručně jen několik prací, v poměru k celkovému množství ilustrací představují grafiky, litografie nebo leptů velmi malé procento. V roce 1852 Gustave Doré opustil obvykle používanou mědirytinu a zvolil techniku  dřevorytu. Vytvořil pro Journal pour rire karikaturu potulného Žida (Le Juif errant), průlomové dílo v jeho umělecké kariéře a v historii dřevorytu. Doré založil vlastní ryteckou školu. On sám vytvářel jen kresby, které jeho asistenti vyřezali na dřevěné štočky a obvykle na ně umístili i svůj podpis. Na vrcholu kariéry zaměstnával ve své dílně až 40 řezačů. Od roku 1862 nechával své předlohy přenášet na dřevěné štočky fotograficky.
Kromě grafiky se věnoval též malbě. Své obrazy, někdy velkoformátové, pravidelně vystavoval na Salonu v Paříži a v Doré Gallery v Londýně. Kromě historických, náboženských a žánrových scén, často inspirovaných jeho ilustracemi, vystavoval vášnivý horolezec Doré řadu krajin, které viděl při svých častých cestách do Savojska a Vogéz, Pyrenejí, Skotska a především Švýcarska. Stal se proto jedním z předních představitelů horské krajinomalby 19. století ve Francii. V letech 1879 až 1882 byl členem Společnosti francouzských akvarelistů.
V jeho grafických, malířských a sochařských dílech se často objevují bohémové, pouliční akrobaté a věštci. Příkladem je olejomalba Les Saltimbanques (Kejklíři) nebo též L'Enfant blessé (Poraněné dítě) z roku 1874. Vytvořil také černobílé ilustrace k 78 tarotovým kartám.
Sochařství se Doré začal více věnovat koncem sedmdesátých let. Jako malíř se stal sochařským samoukem, pustil se do tohoto média bez předchozího školení, ale bez námahy získal virtuozitu srovnatelnou s jeho malířskými dovednostmi. Tato vášeň v posledních letech jeho života vyvrcholila důmyslnými a brilantními díly v souladu s formální klasickou tradicí a naturalismem inspirovaným akademismem, který dominoval sochařské estetice 70. let 19. století. Dorého sochy spadají do dvou kategorií – velkoformátová ambiciózní nebo extravagantní alegorická díla a menší bronzy pro vysoce kvalitní limitované edice. V roce 1877 vystavoval v Salonu sousoší Parka a Amor (La Parque et l´Amour); diváci dílo obdivovali, ale odborná kritikou byla nemilosrdná. Stejně tomu bylo v následujícím roce u sousoší Sláva (Gloire). Jeho pomník autora Tří mušketýrů Alexandra Dumase staršího se sochou D'Artagnana (1883) stojí na Place du Général-Catroux v Paříži.
Jeho tvorba byla nejen obrovskou inspirací pro nespočet grafiků, ale inspirovala také vizuální styl různých biblických a fantasy dětských knih, románů, komiksů, filmů a televizních seriálů. Dorého dílo mělo trvalý dopad na imaginativní sféru filmu již od jeho počátků. Stříbrné plátno na oplátku vrylo jméno Doré do povědomí 20. století. Na jeho ilustrace odkazuje mnoho filmů s náboženskou tematikou stejně jako filmové adaptace Dona Quijota nebo Danteho Božské komedie.

## Galerie

Ilustrace
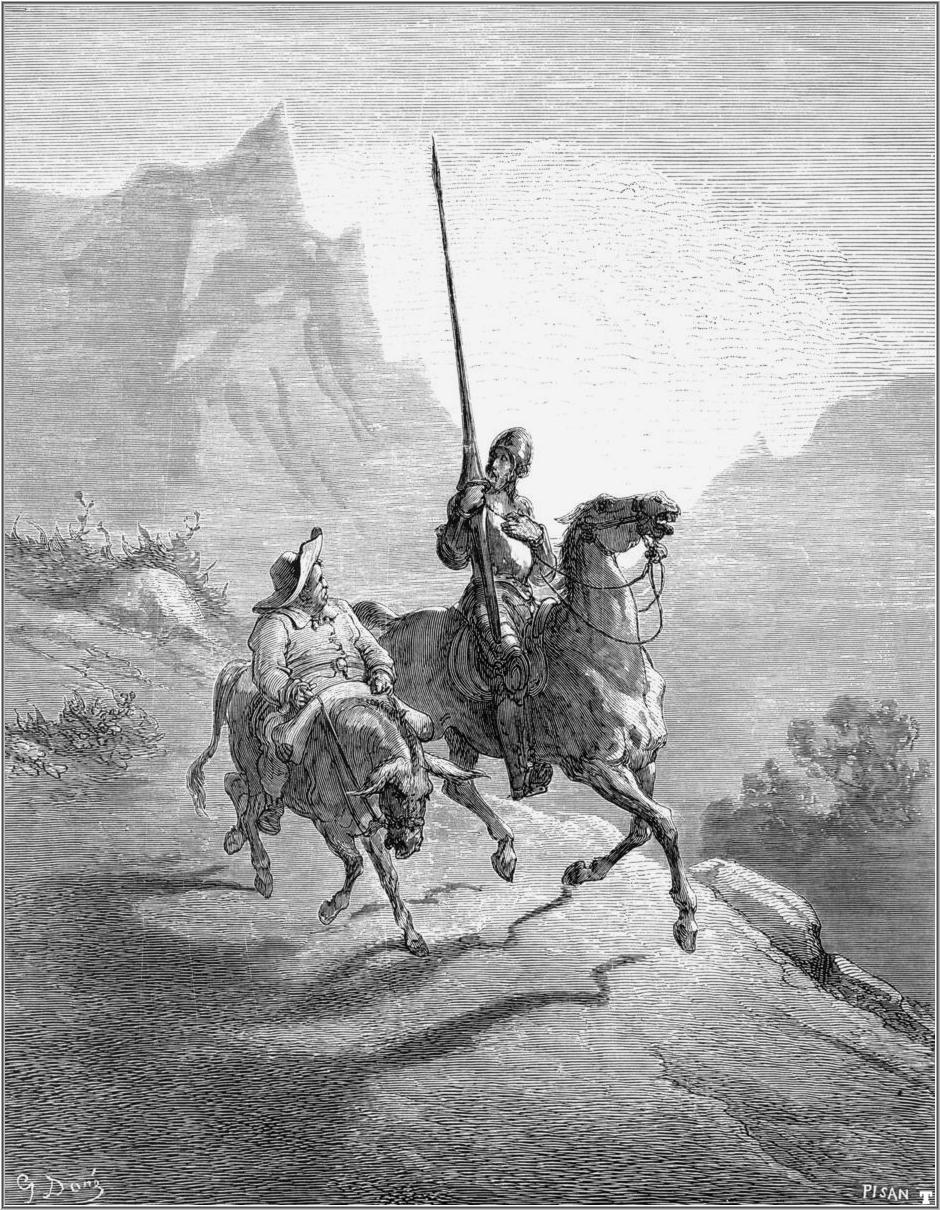
Don Quijote a Sancho Panza (1863) z románu M. de Cervantese
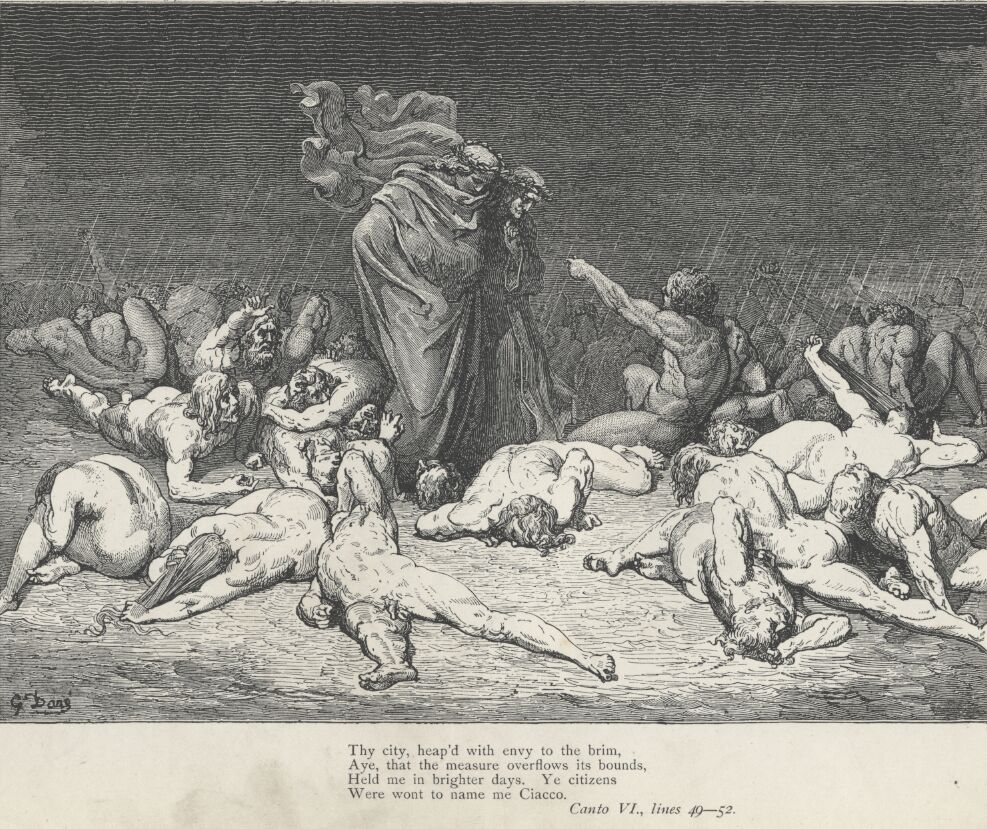
Dante: Božská komedie – Peklo (1861)
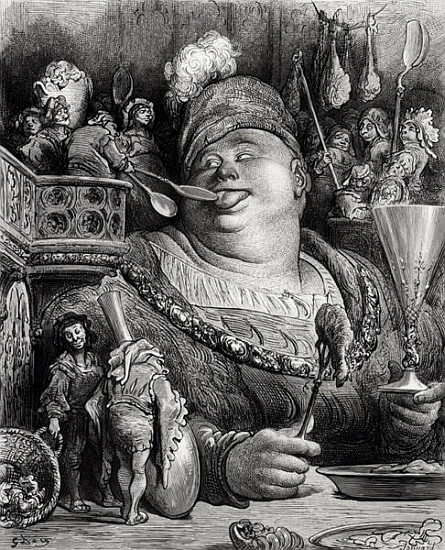
Gargantua z knihy F.Rabelaise
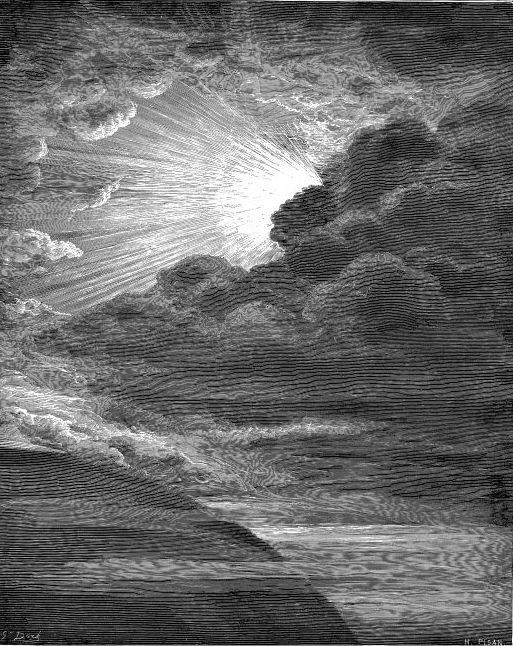
Bible svatá – Budiž světlo (1866)
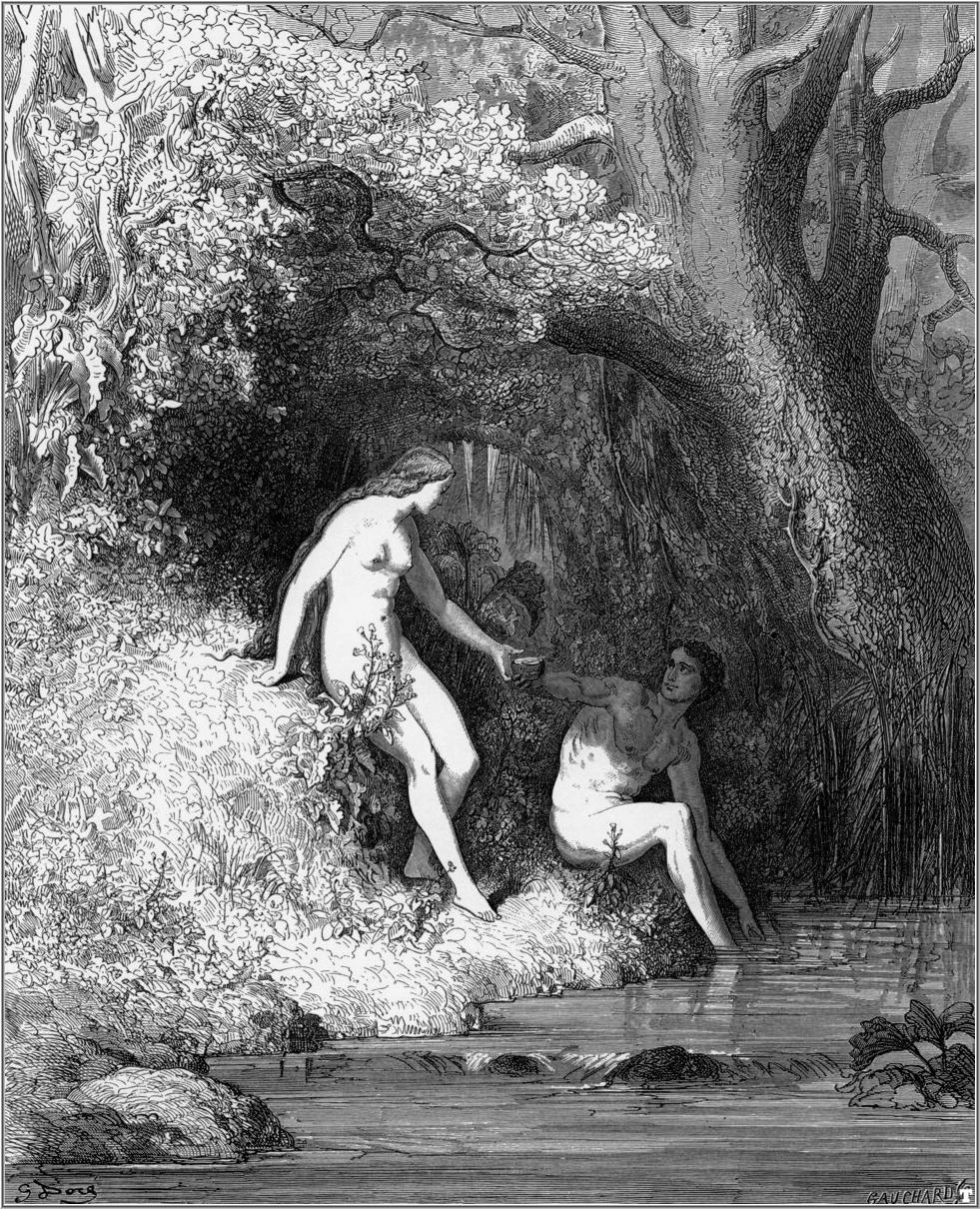
John Milton: Ztracený ráj – Eva a Adam (1866)
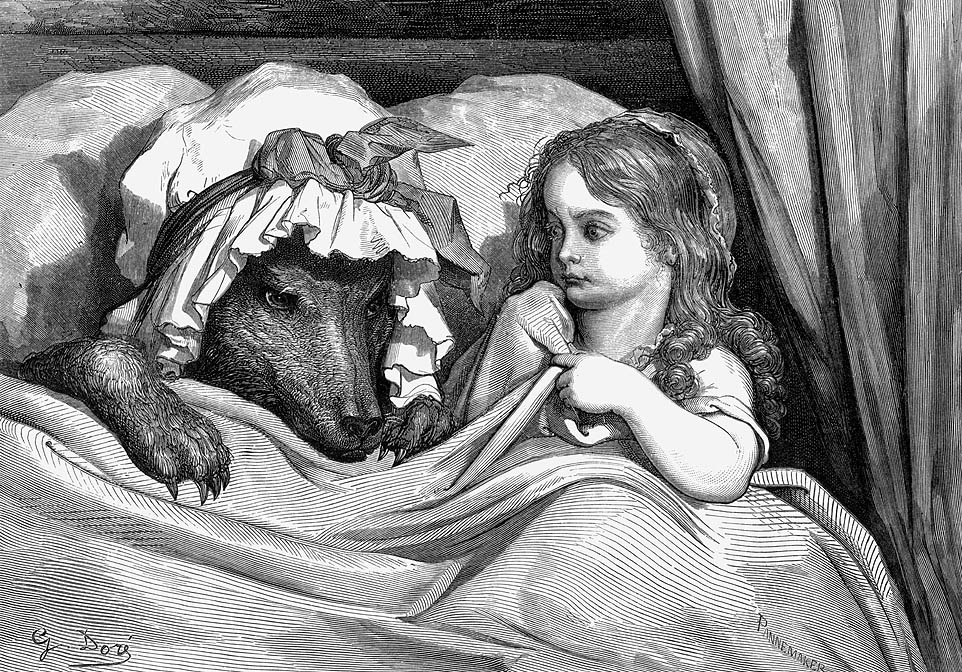
Červená Karkulka z Perraultových pohádek (1862)
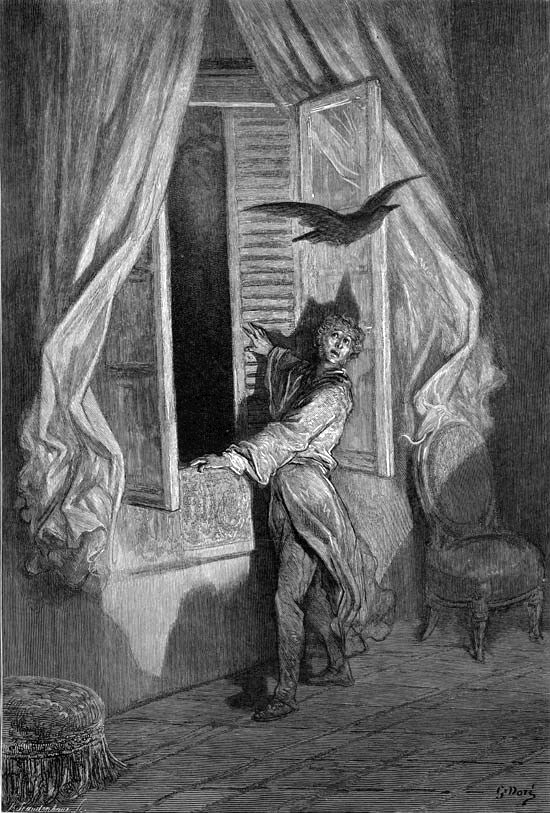
E.A.Poe: Havran (1883)

Kresby a karikatury
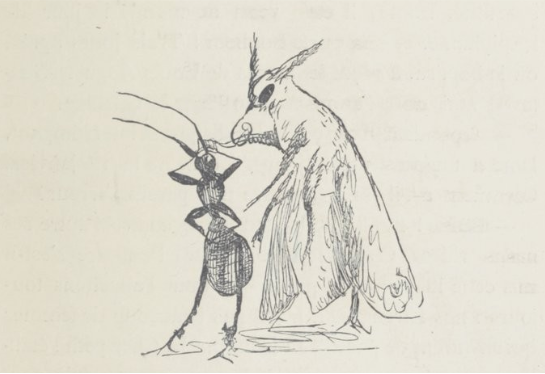
První ilustrace z dopisu (1837)
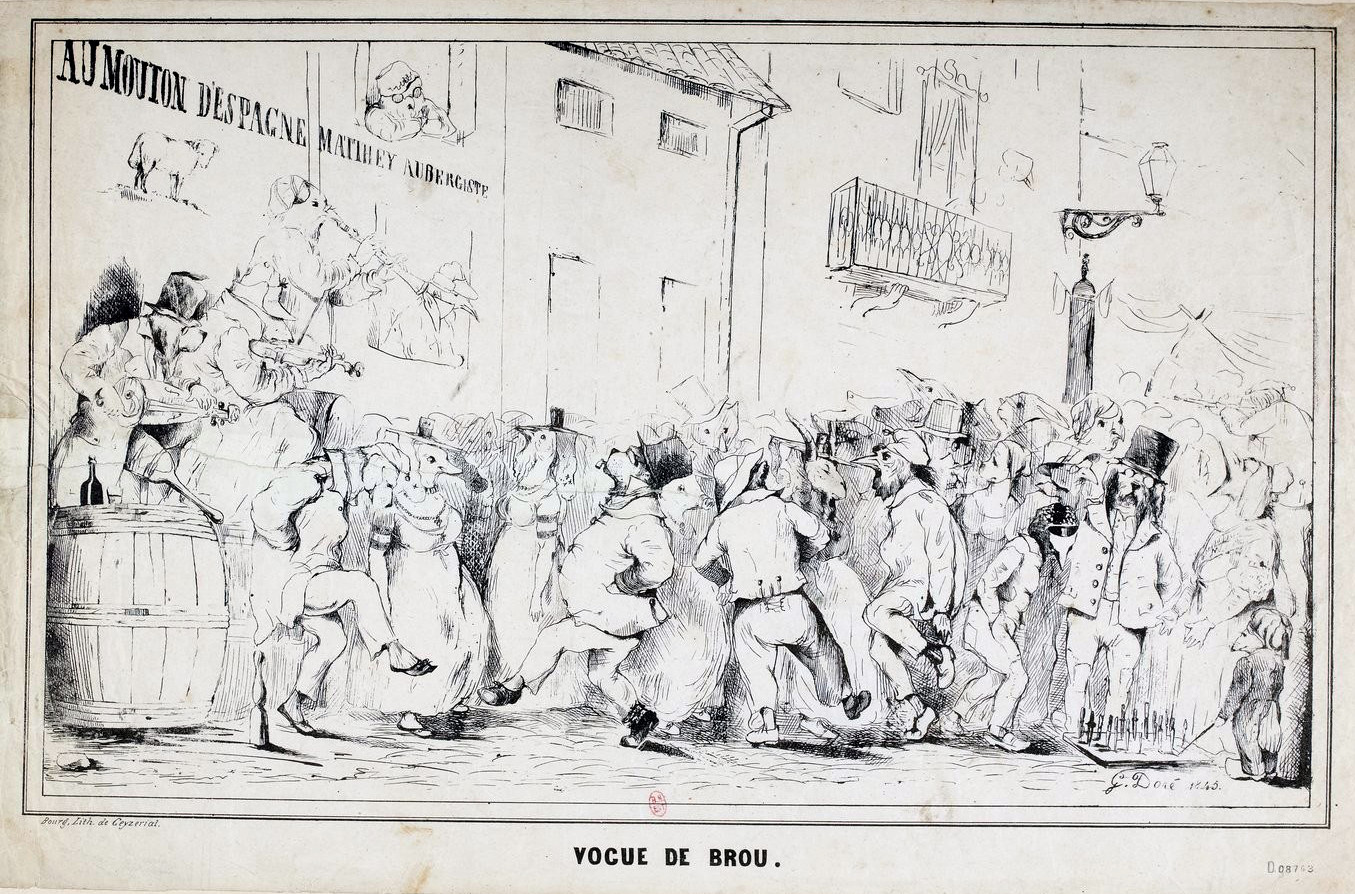
La vogue de Brou (Móda v Bourge-en Bresse, karikatura 1845)
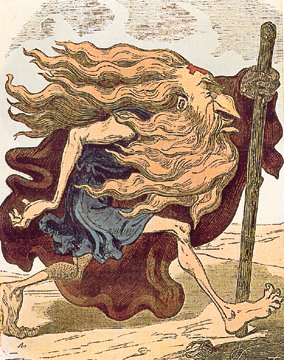
Potulný Žid, Ahasver (karikatura, dřevoryt 1852)
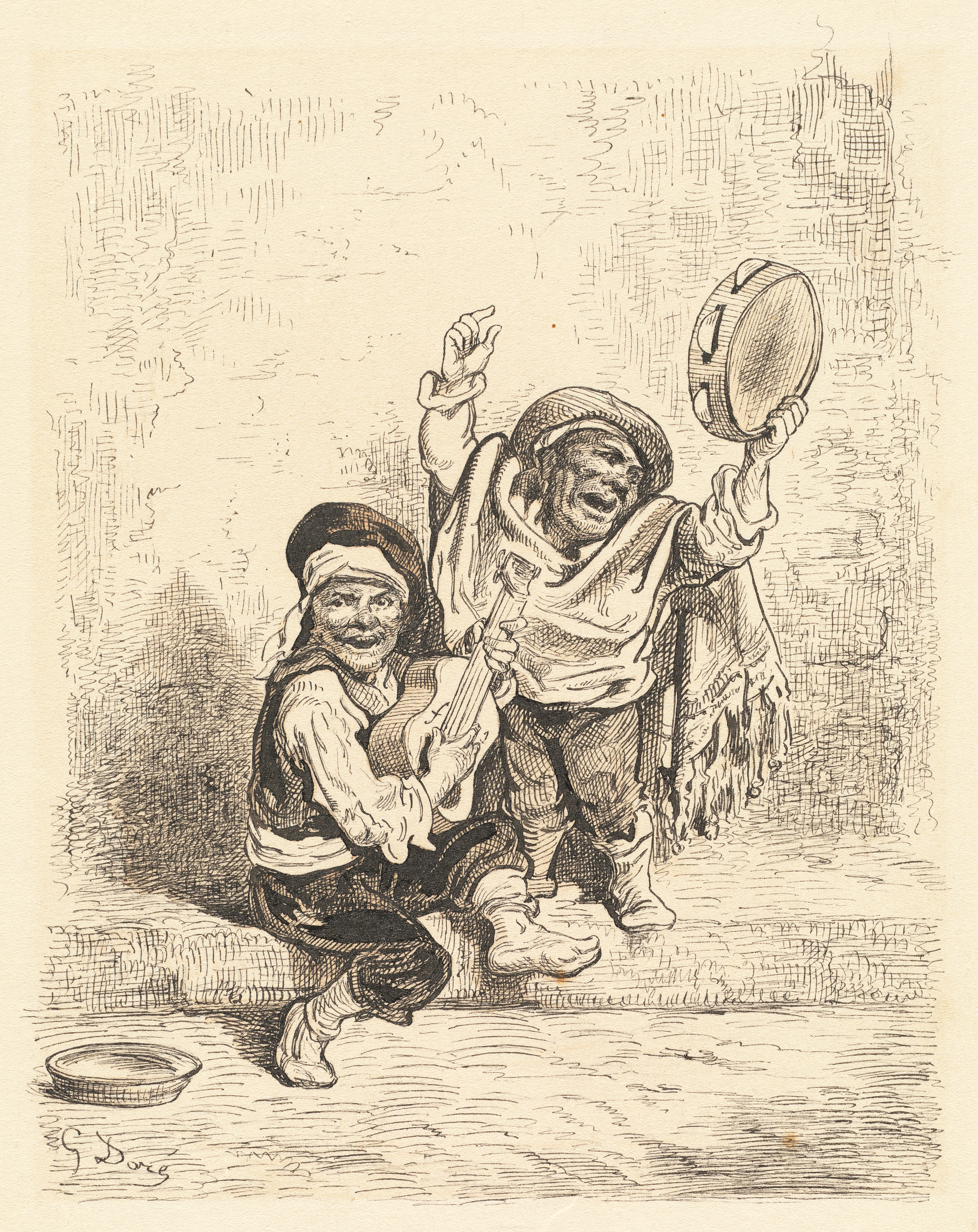
Pouliční muzikanti v Granadě (1861–1862)
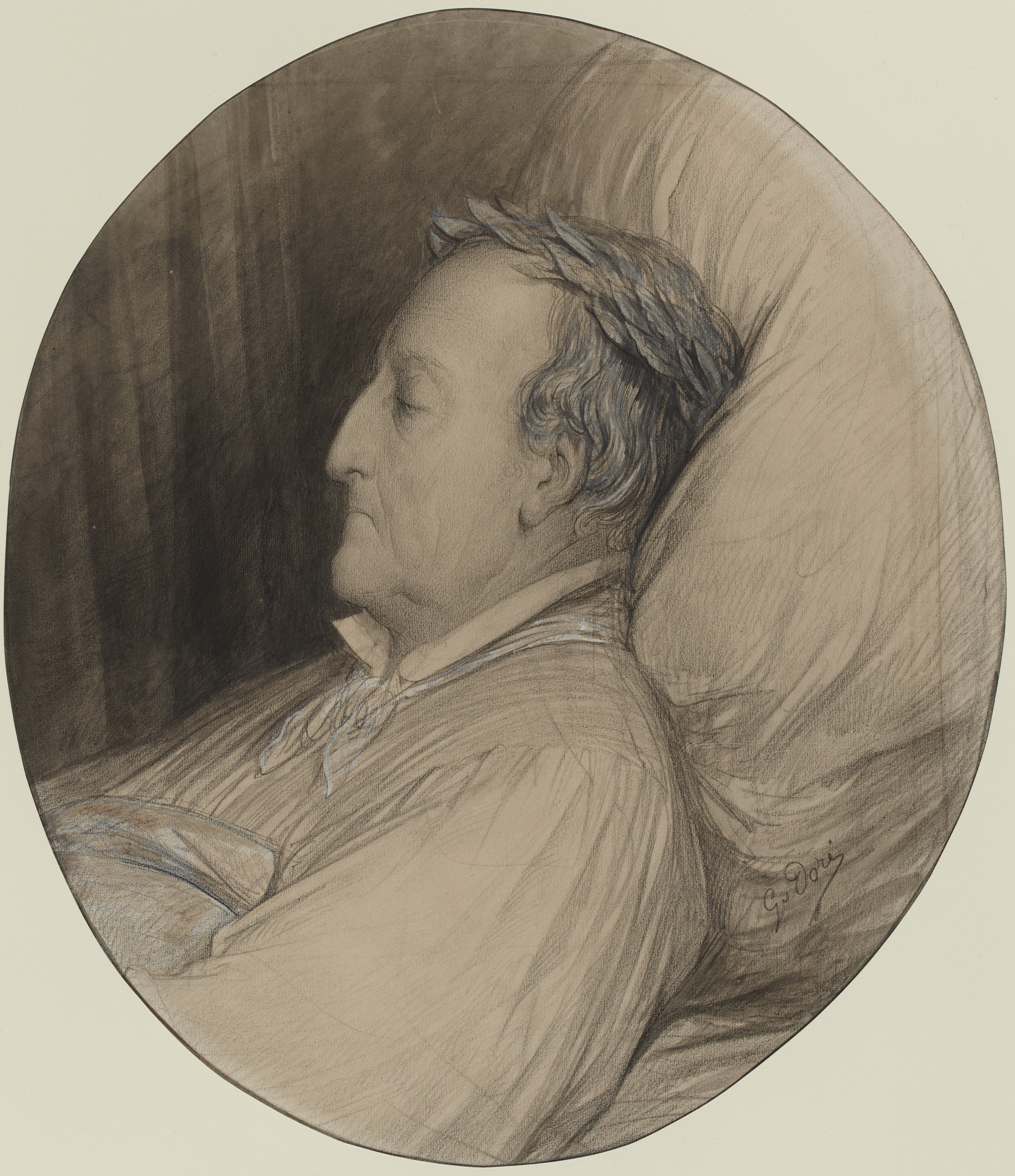
Rossini na smrtelné posteli (1868)
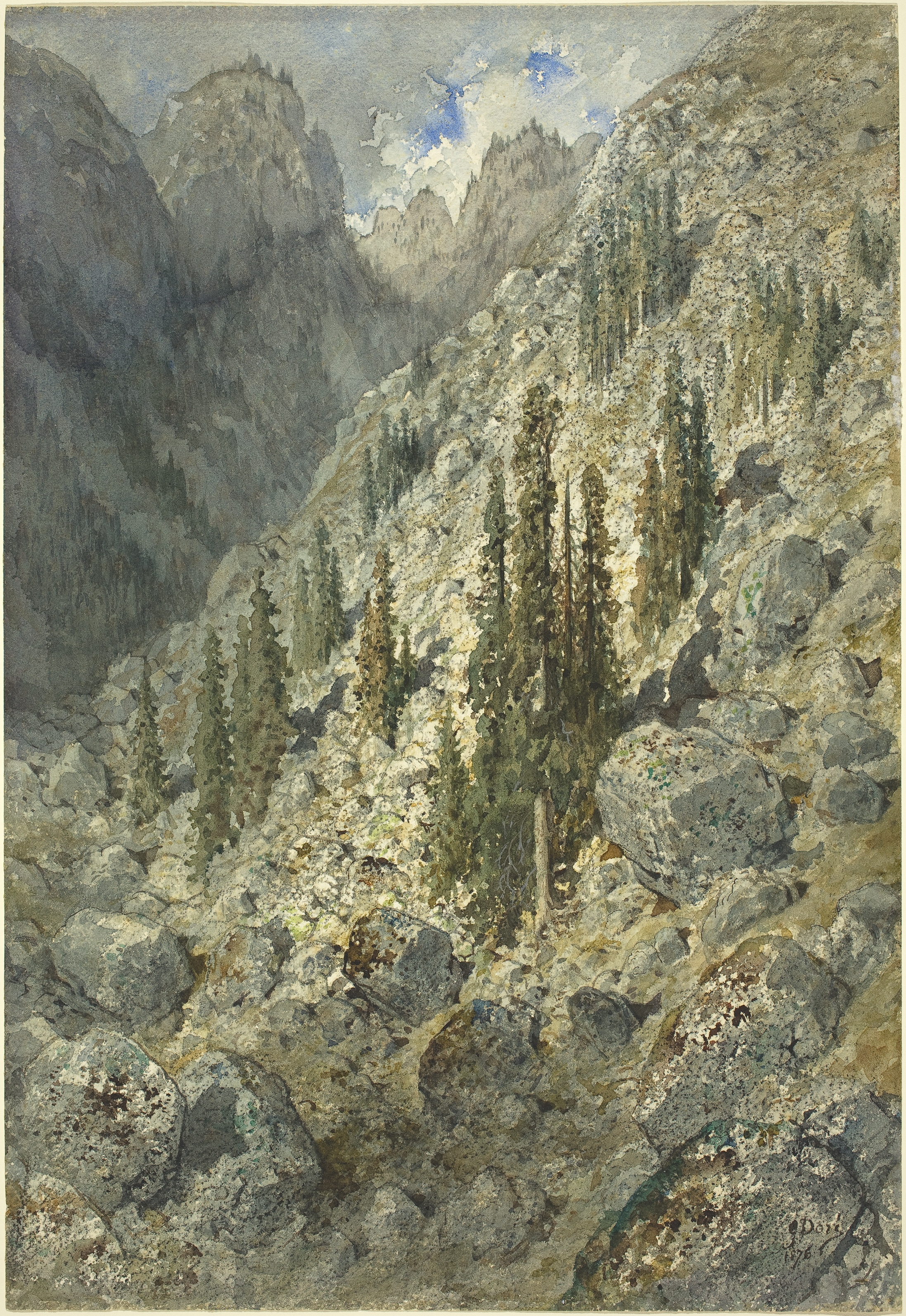
Údolí v Alpách se stromy a skálami (akvarel, 1876)
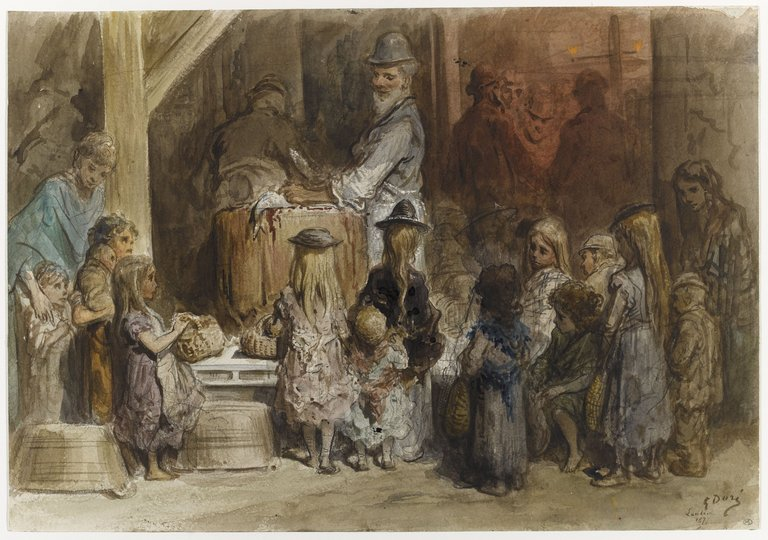
Dobročinnost rybářů v londýnské čtvrti (studie, 1877)

Malba a sochy
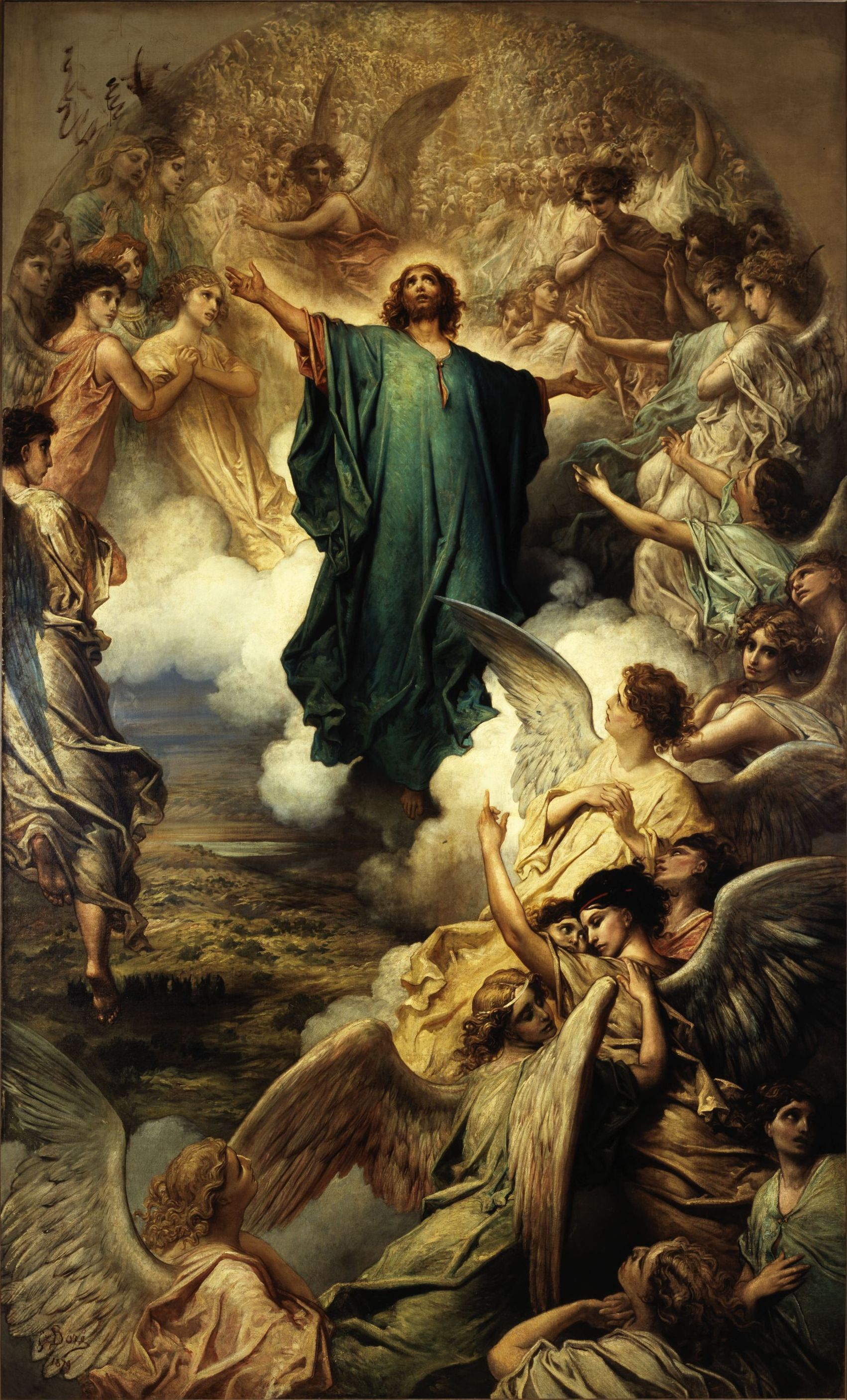
Nanebevstoupení (1879)
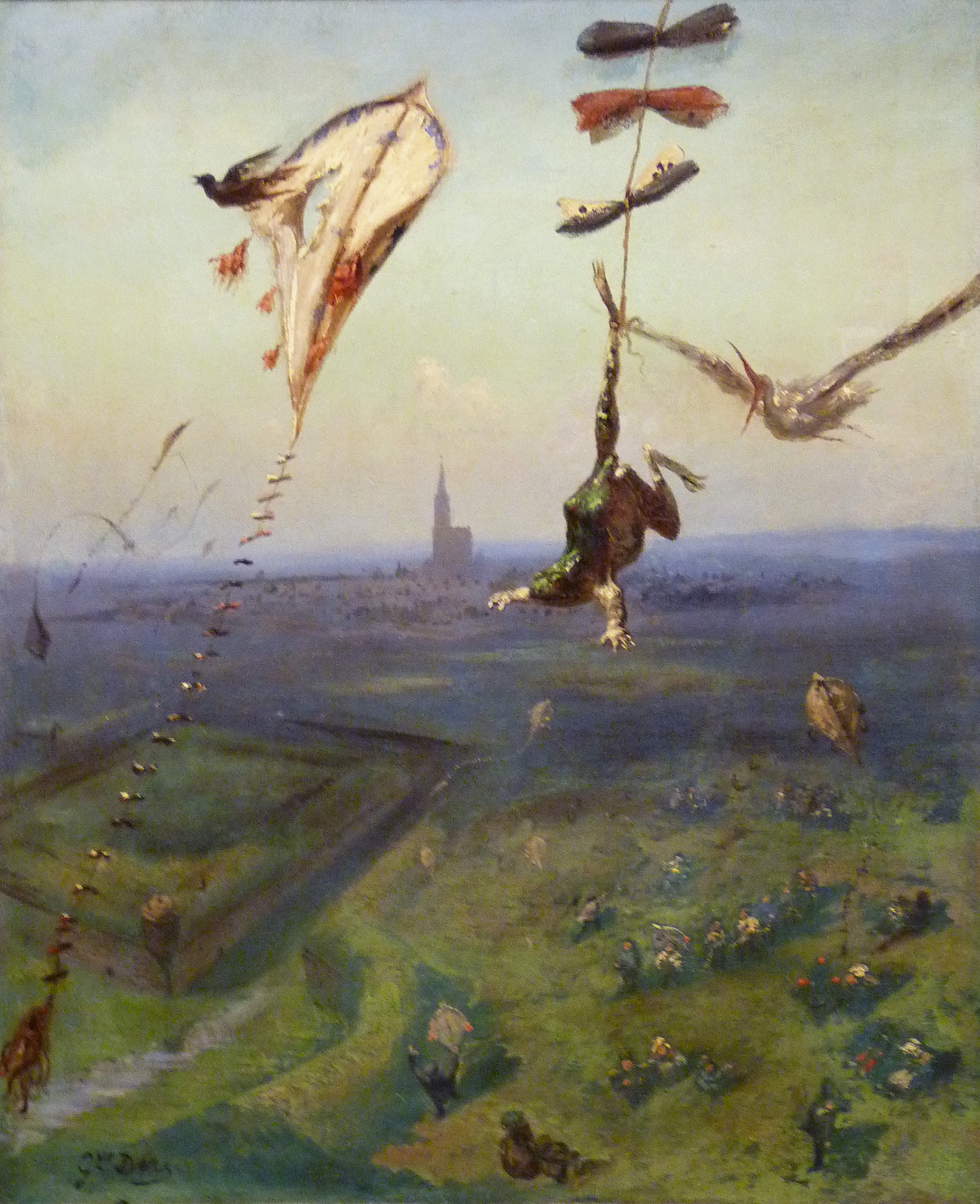
Mezi nebem a zemí (1862)
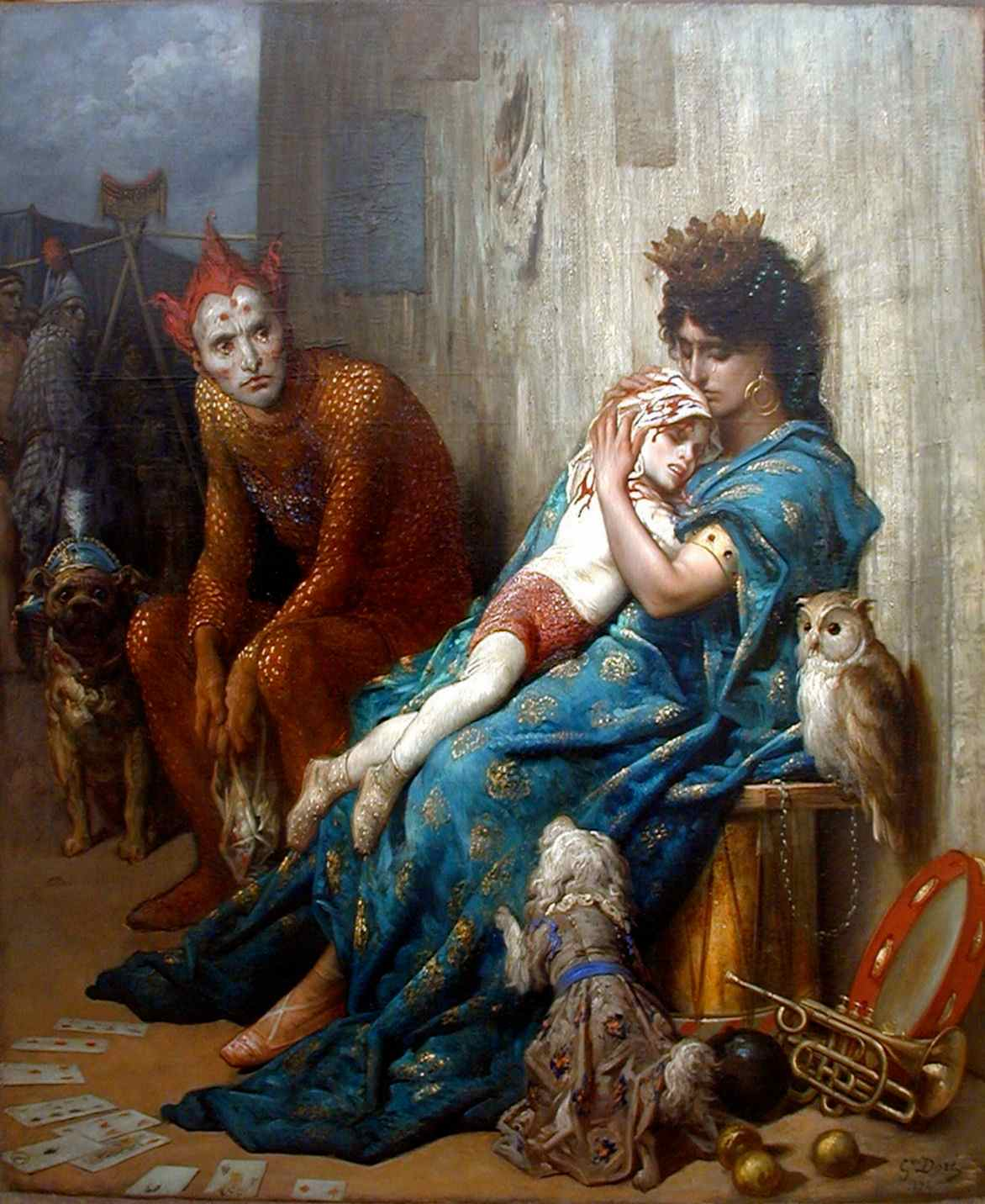
Kejklíři (1874)
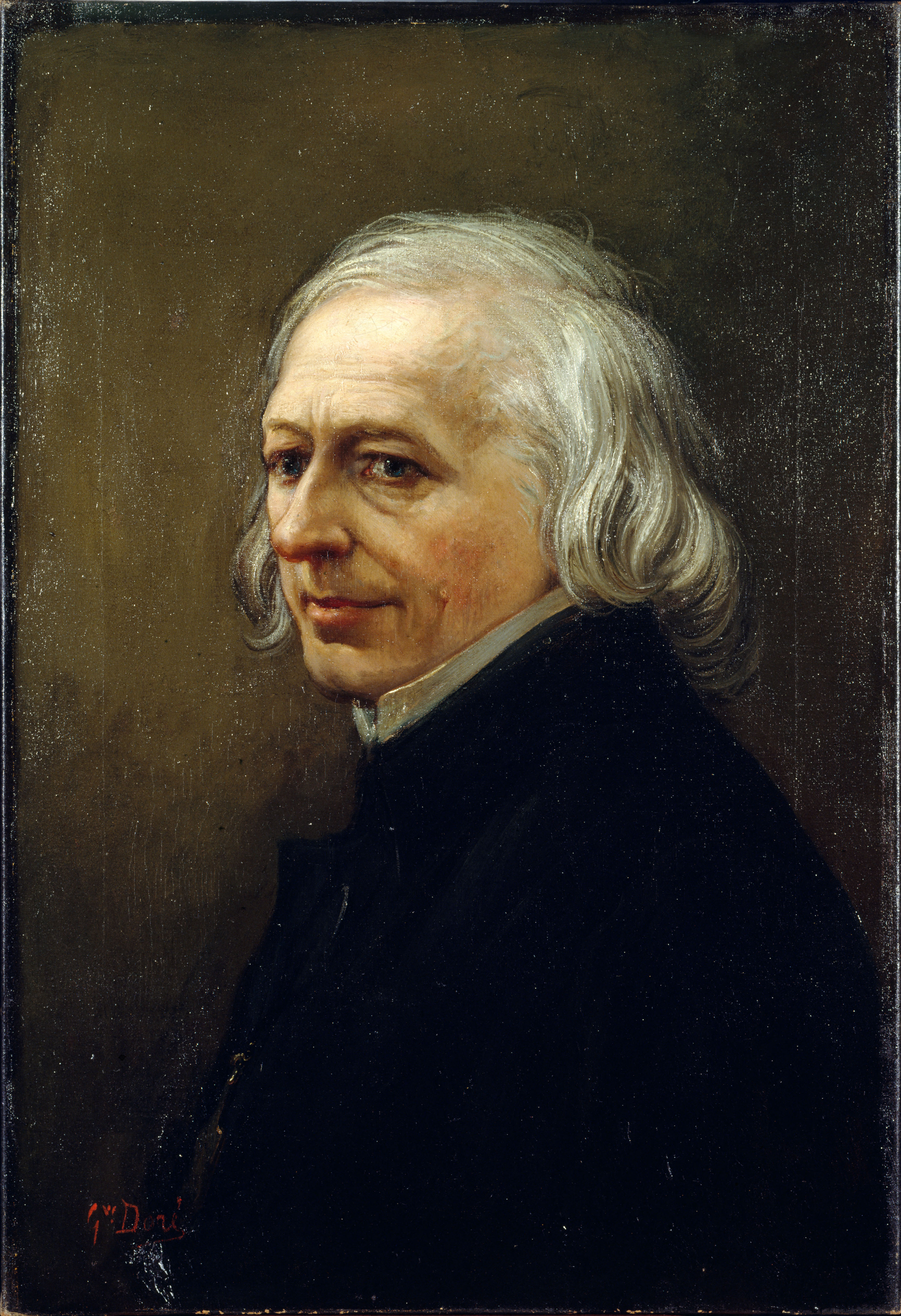
Portrét Charlese Philipona (asi 1860)
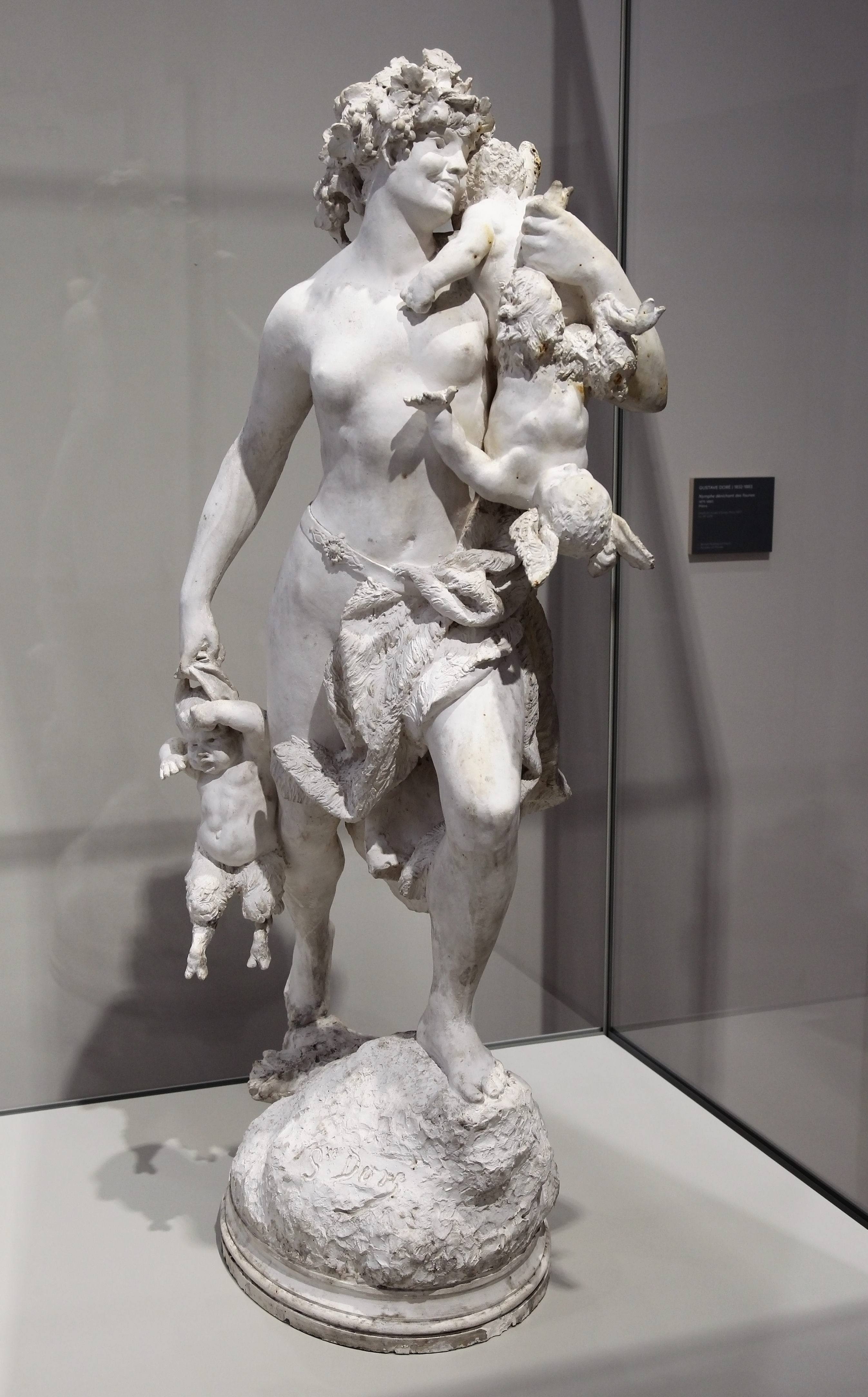
Nymfa s fauny (1879–1880)
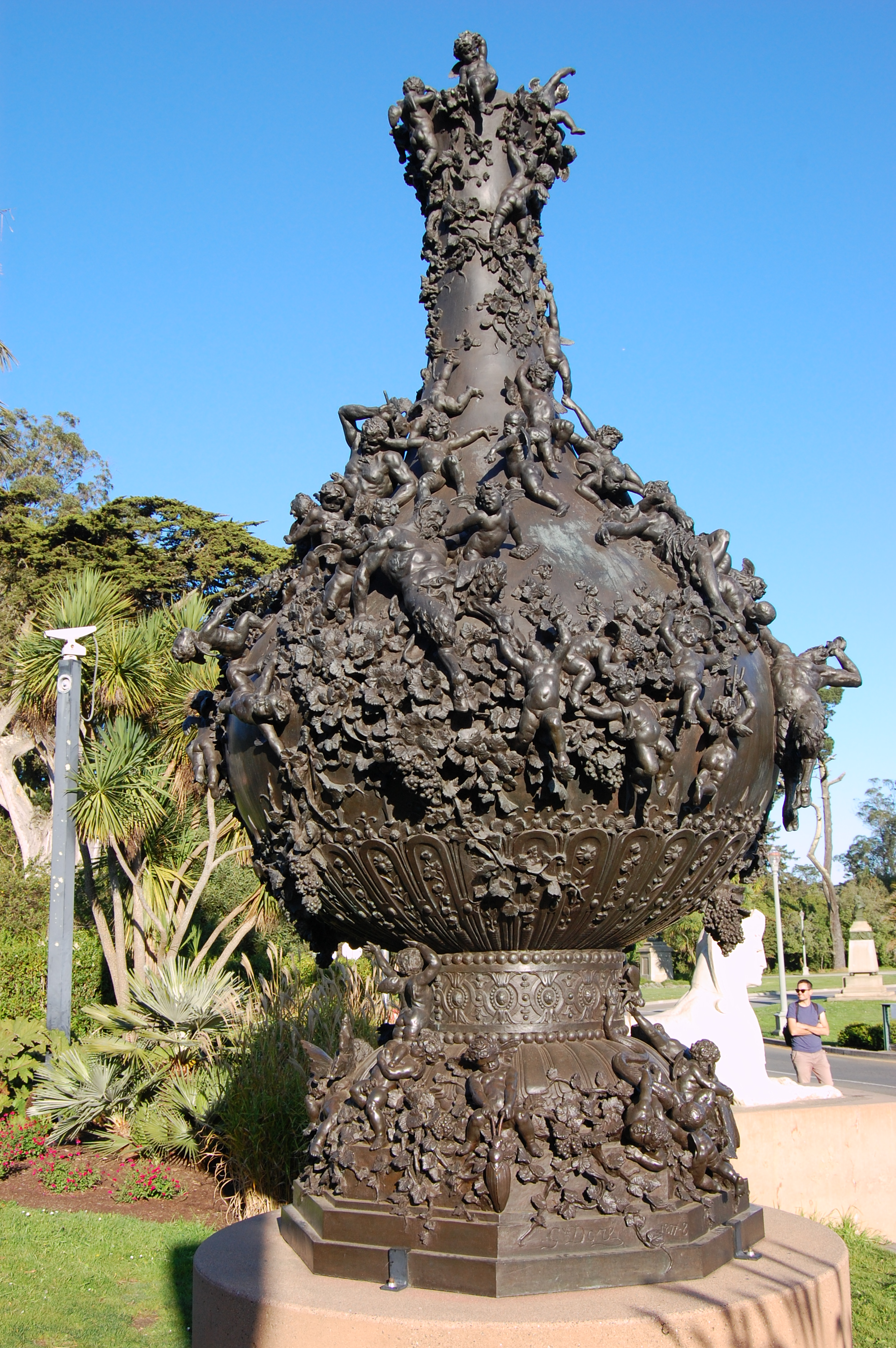
váza Le Poème de la Vigne (Báseň révy, 1877–1882) kopie vyrobená pro Golden Gate Park, San Francisco
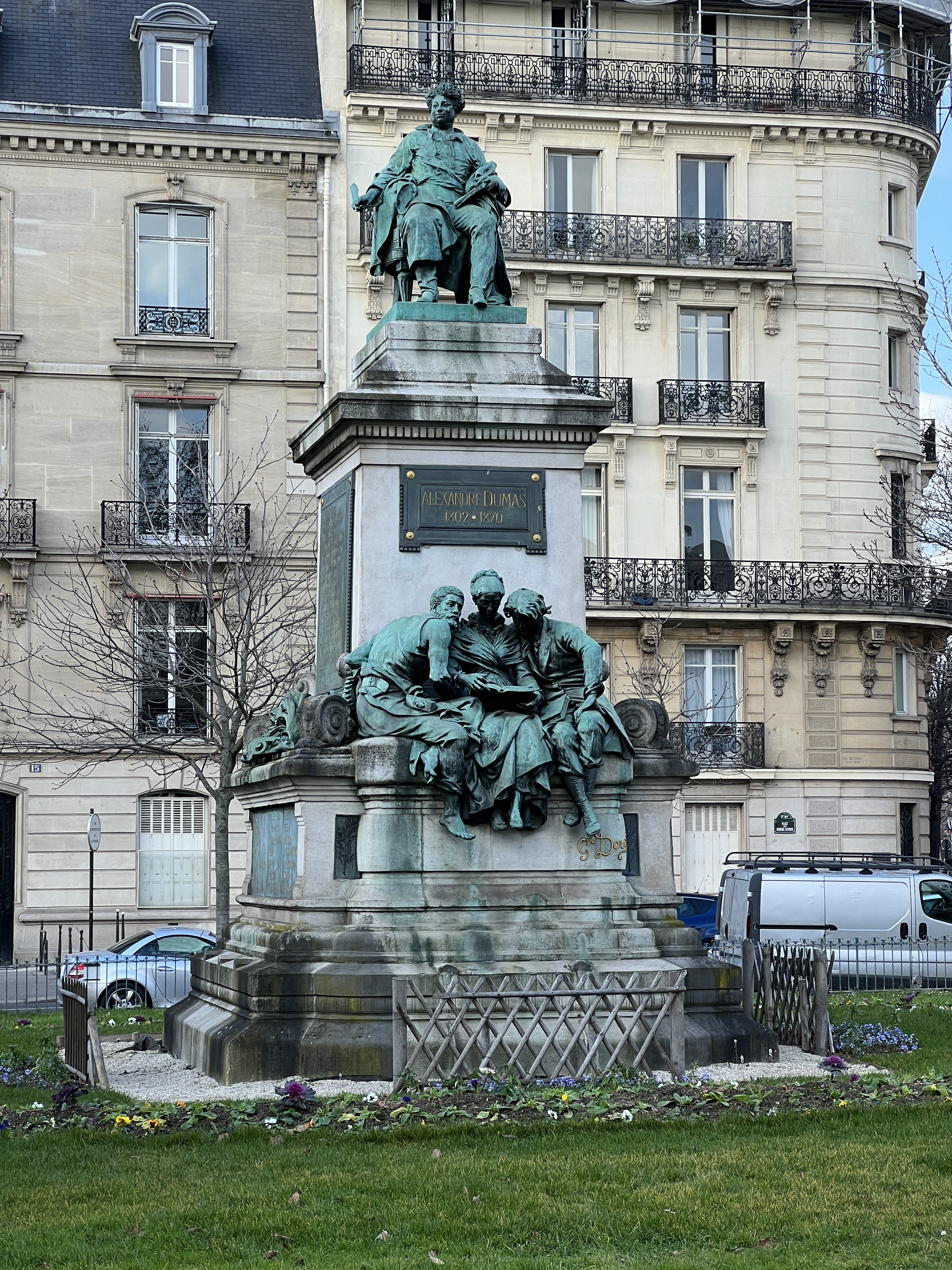
pomník Alexandra Dumase st. v Paříži